# Habronattus moratus
Habronattus moratus là một loài nhện trong họ Salticidae.
Loài này thuộc chi Habronattus. Habronattus moratus được Willis J. Gertsch & Mulaik miêu tả năm 1936.